# Episodi de I casi di Teresa Battaglia (seconda stagione)
La seconda stagione della serie televisiva I casi di Teresa Battaglia (intitolata Ninfa dormiente - I casi di Teresa Battaglia), composta da 6 episodi, è stata trasmessa in prima visione su Rai 1 dal 28 ottobre al 4 novembre 2024 con due episodi in tre prime serate. Il primo episodio è stato pubblicato in anteprima su RaiPlay il 26 ottobre 2024.
| nº | Titolo     | Prima TV        |
| -- | ---------- | --------------- |
| 1  | Episodio 1 | 28 ottobre 2024 |
| 2  | Episodio 2 | 28 ottobre 2024 |
| 3  | Episodio 3 | 29 ottobre 2024 |
| 4  | Episodio 4 | 29 ottobre 2024 |
| 5  | Episodio 5 | 4 novembre 2024 |
| 6  | Episodio 6 | 4 novembre 2024 |

## Episodio 1
- Diretto da: Kiko Rosati
- Scritto da: Donatella Diamanti

### Trama
Nel bosco è ritrovato il cadavere della poliziotta Marta Trevisan, entrata in servizio da poco e che stava indagando su un giro di spaccio. L'istruttore di arrampicata Sandro Gigli riferisce di aver udito prima l'abbaiare di Smoky, il cane della vittima, e successivamente uno sparo. A causa delle sempre più precarie condizioni di salute, Teresa vuole defilarsi e lasciare che sia Marini a coordinare le indagini, anche se il sottoposto pensa lo abbia fatto perché lo ritiene un suicidio. Dalla scheda personale di Marta Trevisan risulta che lei era originaria di Udine e si era trasferita a Trieste con la madre nel 2005, dopo l'arresto del padre Guido Lisi per l'omicidio dell'amante, il cui corpo non fu mai ritrovato; il padre di Marta si è sempre dichiarato innocente e per questo si è ucciso in carcere. Il sostituto procuratore Ambrosini ha un attacco cardiaco, e a sostituirlo viene chiamato Albert Lona, un nome che mette Teresa in grande agitazione. Dall'autopsia risulta che Marta aveva assunto sostanze psicotrope, così Teresa ordina di sottoporre ad accertamenti Smoky.
Teresa manda Marini a interrogare la madre di Marta, appena arrivata a Udine, anche se significa saltare la prima riunione indetta da Albert. La donna non crede affatto che la figlia fosse una tossica, benché la mattina dell'omicidio avesse preso un permesso per motivi familiari, quando invece la madre si trovava a Lisbona. Dagli esami risulta che anche Smoky è stato narcotizzato, così come lei, con la droga dello stupro. Sul cellulare della poliziotta sono recuperati due video, uno di Smoky e l'altro di un quadro. Smoky sfugge alla custodia di Parisi e raggiunge la sua vera proprietaria, la giovane con i capelli blu Alice. Il quadro risulta essere opera di Alessio Andrian, pittore originario della zona di Cividale del Friuli e attivo durante la Seconda guerra mondiale. Teresa trova sull'uscio di casa un pacco contenente lo stesso dipinto.
- Ascolti: telespettatori 3 776 000 – share 22,40%[6].

## Episodio 2
- Diretto da: Kiko Rosati
- Scritto da:  Mario Cristiani

### Trama
Sandro Gigli nasconde agli inquirenti il fatto che il suo amico Diego, il giorno dell'uccisione di Marta, ha notato tra i boschi una figura mostruosa, restandone scioccato. Diego ha avuto tuttavia trascorsi di allucinazioni, quindi non sa se credere a quanto ha visto. Sul quadro sono effettivamente rinvenute tracce di sangue umano, come recitava il biglietto accompagnatorio, rendendolo un autentico Andrian. Il pronipote del pittore, Raffaello, nega ogni legame tra la sua famiglia e la vittima, affermando che il quadro si chiama Ninfa dormiente ed era ispirato a una ragazza di cui il prozio si era infatuato. L'omicidio di Marta Trevisan risulta nelle vicinanze dello stavolo dove si incontravano il padre Guido Lisi e l'amante Hanna. Il quadro è datato 20 aprile 1945, il giorno prima in cui Andrian è sparito senza lasciare tracce. Elena, la ex fidanzata di Marini, arriva a sorpresa a Udine e e lo vede in compagnia di Sara, negandosi poi quando l'ispettore, avendola notata, si presenta all'hotel in cui alloggia per parlarle.
Sul quadro è rinvenuto anche tessuto cardiaco appartenente a una donna della Val Resia, i cui abitanti possiedono un genoma peculiare. La ninfa dormiente è identificata da Francesco Di Lenardo in Aniza, sua sorella, scomparsa anche lei il 20 aprile 1945, e molto somigliante alla pronipote dell'uomo, Krisnja. Costei riferisce a Teresa e ai suoi colleghi di non conoscere affatto il quadro, e che loro sono stati preceduti da Marta, venuta pochi giorni prima ad indagare nella valle. Girando con la macchina, Parisi riconosce il punto in cui è stato girato il video trovato nel cellulare di Marta, vicino al cimitero in cui è seppellita Ewa Di Lenardo, nonna di Krisnja e madre di Hanna, appena morta (il 2 febbraio 2024). Albert cerca di portare Marini dalla sua parte, mettendolo in guardia sul brutto carattere di Teresa. Massimo riesce finalmente a mettersi in contatto con Elena: i due si vedono, e la donna gli comunica di essere incinta.
- Ascolti: telespettatori 3 776 000 – share 22,40%[6].

## Episodio 3
- Diretto da: Kiko Rosati
- Scritto da: Valerio D'Annunzio

### Trama
Albert mette i bastoni tra le ruote all'indagine, impedendo di convocare in centrale due ragazzi immortalati da una telecamera posizionata vicino al cimitero in Val Resia. Teresa rivela che l'astio di Albert nei suoi confronti è dovuto a una testimonianza resa contro di lui per come fu gestita una sparatoria. I sospetti si concentrano su Emmanuel Turan, un anziano senzatetto che era in possesso del quadro, e che ora è scomparso. La perizia conferma che il sangue sulla tela corrisponde a quello di Aniza. Sandro trova un rolex nella tasca della giacca di Diego proprio nel momento in cui Teresa e i suoi uomini arrivano per interrogarli. Sandro racconta che Diego è precipitato nel tunnel delle dipendenze e dell'autolesionismo quando il fratello è morto in un incidente stradale, di cui si sente ancora oggi responsabile.
Teresa porta via un flacone dalla casa di Matriona, la locandiera della Val Resia, per scoprire se è compatibile con la sostanza usata per drogare Marta. Marini sta vivendo un momento di crisi, ed è preda dell'incertezza di non sapere se è pronto a diventare padre, finendo per trascurare Sara. Carmen, la dottoressa e amica di Teresa, le suggerisce di entrare in un programma di sperimentazione per una nuova cura contro l'Alzheimer. Siccome Diego risulta essere figlio di un importante giudice, Teresa sospetta che Albert stia cercando di proteggerlo, ricevendo la spiegazione che il padre ha voluto affidarlo ad un educatore come Sandro per evitare facesse ulteriori sciocchezze. Diego riferisce a Teresa di essere stato nella baracca di Emmanuel, colpendolo con un pugno e recuperando il rolex. 
Il liquido di Matriona risulta essere un estratto di stramonio. Teresa rintraccia Alice quale proprietaria di Smoky, apprendendo che lei è una poliziotta specializzata in Human Remains Detection (ritrovamento di resti ossei e tracce biologiche), e che il cane, in realtà un esemplare femmina, è addestrato proprio a tale scopo. Alice confessa a Teresa di aver conosciuto Marta Trevisan ad un corso di criminologia, e che poche settimane prima di morire le aveva chiesto l'aiuto di Smoky per una sua indagine privata. Alla luce delle sue specifiche competenze, Teresa vuole che Alice si unisca alla sua squadra. Marini va a trovare Elena in ospedale, dove è stata ricoverata in seguito ad uno svenimento, venendo rassicurato che non è niente di preoccupante. Smoky conduce la squadra a trovare un cuore.
- Ascolti: telespettatori 3 229 000 – share 21,00%[7].

## Episodio 4
- Diretto da: Kiko Rosati
- Scritto da: Giovanna Koch

### Trama
Il prozio di Krisnja ha assistito al ritrovamento del cuore e avvertito gli abitanti della valle. Convinti si tratti di Emmanuel, diversi di loro si recano a rendere omaggio al cuore, anche se Teresa ha capito che li considerano responsabili della sorte capitata al vecchio. Le immagini della telecamera al cimitero mostrano Emmanuel consegnare Ninfa dormiente a Marta Trevisan. Smoky trova l'arma del delitto, un lungo coltello insanguinato. Sandro vuole andare a fondo sulla figura mitologica del Tiko Wario, il "feroce guardiano" che Diego disegna spesso e che ha visto il giorno del delitto di Marta. Il test del DNA rivela che il cuore appartiene ad Emmanuel ed è stato trovato in condizioni ottimali, come se fosse stato appositamente conservato con del timo. Sfinita da una giornata in cui la sua salute è stata messa a dura prova, Teresa accetta la terapia sperimentale proposta dall’amica dottoressa Carmen.
Teresa chiede conto a Matriona dello stramonio tenuto in casa, sentendosi rispondere che è per la sua attività di levatrice. Tornata al capanno di Emmanuel, Teresa trova le prove che Hanna era incinta e Matriona al processo non aveva detto nulla per non gettare ulteriore fango su di lei, oltre a non generare ulteriori sofferenze in Krisnja. Marini nota da una fotografia che anche Aniza era incinta e, imbeccato da Teresa, le rivela la gravidanza di Elena, deciso a non voler diventare padre. Un'analisi dettagliata del quadro fa emergere che Emmanuel lo conservava sin da bambino. All'improvviso Diego appare su di morale e sicuro di sé, tanto da voler andare ad "affrontare il mostro", preoccupando oltre misura un Sandro che non sa più come tenere a bada il ragazzo. Sandro e Krisnja sono sempre più vicini e fanno l’amore. Elena viene dimessa dall'ospedale. Una sera qualcuno si introduce in casa di Teresa, rubandole il diario.
- Ascolti: telespettatori 3 229 000 – share 21,00%[7].

## Episodio 5
- Diretto da: Kiko Rosati
- Scritto da: Mario Cristiani

### Trama
Chi è entrato in casa di Teresa ha messo in evidenza una fotografia che raffigura Aniza con 3 bambini, convincendo Teresa si tratti di un messaggio destinato a lei. Sandro, dopo aver cercato disperatamente Diego nei boschi, lo ritrova privo di sensi, agitando Albert che non può permettersi accada qualcosa di brutto al figlio del giudice. Durante il viaggio verso l'ospedale Albert e Teresa accennano ai loro trascorsi, con Albert che ricorda il nome della vittima della sparatoria e invita Teresa a non considerarlo un insensibile.
Francesco identifica nella fotografia sé stesso, Aniza, Ewa, Emmanuel ed il luogo in cui era stata scattata decenni prima. Teresa convince i colleghi a non rientrare in Questura, ma a recarsi con Alice e Smoky a perlustrare la montagna. Qui trovano una pagina della sua agenda e, nascosto dietro i tronchi, l'ingresso di una caverna in cui vengono rinvenuti i cadaveri di Matriona e di Emmanuel. L'ultimo avvistamento della locandiera risale al pomeriggio precedente e la casa è immacolata, segno che non è stata aggredita lì. Francesco ha omesso di dire che Matriona era stata da lui per chiedergli di Hanna.
Parisi consegna al medico legale Nistri il foglio del diario di Teresa. Le analisi rivelano che, contrariamente a Marta ed Emmanuel, Matriona non è stata drogata, quindi il suo omicidio non era programmato. Teresa rimprovera Marini quando le chiede di intercedere presso il pm per ottenere l'autorizzazione a intercettare il telefono di Elena. Teresa vuole riesumare il corpo di Ewa, morta d'infarto proprio quando Marta ha iniziato a fare domande. La bara di Ewa risulta però vuota.
- Ascolti: telespettatori 3 292 000 – share 19,50%[8].

## Episodio 6
- Diretto da: Kiko Rosati
- Scritto da: Valerio D'Annunzio

### Trama
La squadra si mette sulle tracce di Krisnja, localizzata grazie al suo telefono nei boschi del Canal del Ferro. In quel punto trovano però Sandro barcollante e sporco di sangue, ma apparentemente senza ferite rilevanti. Successivamente anche Krisnja è ritrovata ferita e drogata, ma in ospedale fa il nome di Sandro come aggressore, sul cui corpo peraltro sono state trovate tracce del sangue della stessa ragazza. Albert è convinto di avere tra le mani il colpevole di tutti i delitti, ma Teresa non è della stessa idea, nonostante le analisi rivelino che gli scarponi di Sandro sono compatibili con le impronte rilevate in prossimità dei cadaveri.
Grazie a una soffiata della caposala dell'ospedale in cui era ricoverata, Marini è in grado di rintracciare Elena e Teresa lo sprona ad andare da lei. Marini dice ad Elena che vuole stare con lei e il bambino, ammettendo che il suo comportamento era dovuto alla paura di far soffrire suo figlio come successo a lui con suo padre: i due, così, si ricongiungono. Teresa ripensa alla frase detta da Emmanuel a proposito del fiume Voda che, quando tracima, riporta a galla le ossa del passato, organizzando una spedizione per la mattina successiva. Smoky segnala la presenza di ossa in una caverna e gli speleologi vi rinvengono i resti di due donne e un uomo di età compresa tra venti e trent'anni. 
Krisnja è dimessa dall'ospedale e viene accompagnata a casa da Marini. Proprio adesso che la soluzione del caso è vicina, Teresa deve andare dalla dottoressa Carmen per sottoporsi alla cura sperimentale. Mentre si trova dentro il macchinario per la risonanza, si rende conto che Krisnja era l'unica che poteva aver aiutato sua nonna Ewa e che Marini potrebbe essere in pericolo. Teresa interrompe bruscamente l'analisi per precipitarsi in Val Resia. Al suo arrivo, si accorge di aver dimenticato la pistola ed entra comunque in casa dove, seguendo delle candele, si ritrova in uno scantinato. Marini è riverso a terra privo di sensi e Krisnja punta la sua pistola contro Teresa. Da una stanza emerge Ewa, che era rimasta nascosta per tutto il tempo, manipolando la nipote. Ewa aveva ucciso sua sorella Aniza e il pittore Andrian dato che volevano scappare insieme, per gelosia nei confronti della sorella; ha poi ucciso sua figlia Hanna quando stava per fare la stessa cosa con il padre di Marta Trevisan, incolpato ingiustamente. Quando Teresa spiega a Krisnja che era stata la nonna ad uccidere sua madre Hanna e che era stata manipolata, la ragazza spara ad Ewa. Prima di essere portata via, Krisnja chiede a Teresa di non dire nulla a Sandro.
Diego riprende conoscenza e dichiara di aver visto Ewa colpire Matriona nel bosco, dove era andato a cercare Krisnja per discutere su come sconfiggere il Tiko Wario. Albert si congratula con Teresa, rimangiandosi tutte le perplessità sul suo conto e volendola al proprio fianco per la conferenza stampa dell'indomani. Una settimana dopo la squadra si ritrova a casa di Marini per festeggiare la risoluzione del caso e la futura nascita della bambina dell'ispettore e di Elena. Albert telefona a Teresa per avvertirla del ritrovamento di un nuovo cadavere, ma il commissario decide di andare da sola e lasciare i colleghi a godersi il momento.
- Ascolti: telespettatori 3 292 000 – share 19,50%[8].